# Pasquale Cocco
Pasquale Cocco (17 settembre 1967) è un ex giocatore di calcio a 5 belga.

## Carriera
Con la Nazionale maschile di calcio a 5 del Belgio, Cocco ha disputato l'European Futsal Tournament 1996 in cui i diavoli rossi hanno conquistato il bronzo nonché il FIFA Futsal World Championship 1996 concluso al secondo turno nel girone comprendente Spagna, Russia e Italia. In totale, ha disputato 29 incontri con la nazionale, realizzando 11 reti.